# Хамрин, Феликс
Феликс-Теодор Хамри́н (швед. Felix Teodor Hamrin; 14 января 1875 — 27 ноября 1937) — шведский политический деятель, лидер либеральной Народной партии, занимал пост премьер-министра в Швеции с 6 августа по 24 сентября 1932 года.

## Биография
Хамрин родился в Мёнстеросе в Кальмарском лене. 
После учёбы в бизнес-школе в Гётеборге занимался оптовой торговлей Йенчепинге с 1903 по 1930 годы. Был избран в Риксдаг в возрасте 37 лет, в правительстве Карла Густава Экмана занимал пост министра торговли с 1926 по 1928 год и министра финансов с 1930 по 1932 год. Когда Экман был вынужден уйти в отставку незадолго до выборов в 1932 году, после самоубийства шведского промышленника Ивара Крюгера, Хамрин стал премьер-министром. Он ушёл в отставку после выборов, потому что Народная партия понесла серьёзные потери на выборах. В должности пробыл всего 50 дней, что стало самым непродолжительным сроком пребывания на посту премьер-министра Швеции.
Он непродолжительное время занимал пост лидера Народной партии после Экмана, пока в январе 1935 года не был избран новый лидер партии. Также занимал пост губернатора Йёнчёпинг с 1930 по 1937 год. Его самым важным политическими задачами были борьба с экономическими последствиями первых годов депрессии в Швеции из-за жёстких мер экономии, а также для смягчения последствий краха империи предпринимателя Ивара Крюгера.
Умер в Йёнчёпинге 27 ноября 1937 года.